# Giacinto Spagnoletti
 Giacinto Spagnolettiné à Tarente le 8 février 1920 et mort à Rome le 15 juin 2003 est un écrivain, poète et critique littéraire italien.

## Biographie
Giacinto Spagnoletti est né à Tarente le 8 février 1920.
Pendant de nombreuses années il a collaboré avec le journal Il Messaggero et avec Alda Merini ,.

## Œuvres
Poésie
- Sonetti e altre poesie, Rome, Ist. Graf. Tiberino, 1941.
- A mio padre d'estate, Milane, Schwarz, 1953.
- Versi d'occasione, Sora, Edizioni dei Dioscuri, 1984.
- La vita in sogno e altre poesie, Fermignano, Edizioni Ca' Spinello, 1986.
- Poesie raccolte, 1990.

Romans
- Tenerezza, Florence, Vallecchi, 1946.
- Le orecchie del diavolo, Firenze, Sansoni, 1953.
- Il fiato materno, Milan, Longanesi, 1971.

Essais
- Renato Serra, Brescia, Morcelliana, 1943.
- Sbarbaro, Padoue, Cedam, 1943.
- Pretesti di vita letteraria, Catane, Camene, 1953.
- Romanzieri italiani del nostro secolo, Turin, E.R.I., 1957.
- Saba, Ungaretti, Montale, Turin, E.R.I., 1967.
- Palazzeschi, Milan, Longanesi, 1971.
- Svevo, la vita, il pensiero e scritti vari, Milan, Accademia, 1972.
- Il personaggio « io », Rome, Biblioteca dell'Argileto, 1974.
- Scrittori di un secolo, 2 vol., Milan, Marzorati, 1974.
- Profilo della letteratura italiana del Novecento, Rome, Gremese, 1975.
- Conversazioni con Danilo Dolci, Milan, Mondadori, 1977.
- Il verso è tutto, Lanciano, Carabba, 1979.
- «La coscienza di Zeno» di Italo Svevo, Milan, Rizzoli, 1979.
- La letteratura in Italia, saggi e ritratti, Milan, Spirali, 1984.  (ISBN 88-7770-138-2)
- La letteratura italiana del nostro secolo, Milan, Oscar Mondadori, 3 voll., 1985.
- Svevo, ironia e nevrosi, Lucques, Memoranda, 1986.
- I nostri contemporanei, Milan, Spirali, 1997.  (ISBN 88-7770-459-4)
- Il teatro della memoria, Riflessioni agrodolci di fine secolo, Rome, Edizioni dell'Altana, 1999.
- Poesia italiana contemporanea, Milan, Spirali, 2003.  (ISBN 88-7770-631-7)
- Storia della letteratura francese  (ISBN 88-7983-602-1)
- Storia della letteratura italiana del Novecento  (ISBN 88-7983-416-9)

Traduction
- Georges Bernanos, I grandi cimiteri sotto la luna, Milan, Mondadori, 2017.

Anthologie
- Poesia italiana contemporanea, Parme, Guanda, 1950.
- Antologia poetica di Corrado Govoni, Florence, Sansoni, 1953.
- La nuova narrativa italiana, 2 voll., Parme, Guanda, 1958.
- Il petrarchismo, Milan, Garzanti, 1959.
- Novelle romantiche, Milan, Martello, 1961.
- Poeti dell'età barocca, Parme, Guanda, 1961.
- Restif de la Bretonne: Monsieur Nicolas, Milan, Longanesi, 1971.
- Otto secoli di poesia italiana da S. Francesco d'Assisi a Pasolini, Rome, Newton, 1993.